# A Cold Day in Hell
Albums de Winds Of Plague
Decimate the Weak
(2008)
A Cold Day in Hell est le premier album studio du groupe de Deathcore américain Winds Of Plague. L'album est sorti le 19 juin 2005 sous le label Recorse Records.
Ce premier album se démarque des productions de Deathcore parues précédemment. En effet, Winds Of Plague est un des rares du genre à pratiquer le mélange entre le Deathcore et des éléments de Black metal symphonique. Il s'agit de l'unique album du groupe enregistré avec la bassiste Kevin Grant au sein de sa formation.
Le chanteur John Mishima est le second vocaliste sur le titre Brotherhood.

## Musiciens
- Jonathan « Johnny Plague » Cooke - chant
- Nick Eash - guitare
- Nick Piunno - guitare
- Kevin Grant - base
- Chris Cooke - claviers
- Jeff Tenney - batterie

### Musiciens de session
- John Mishima - chant sur le titre Brotherhood

## Liste des morceaux
1. A Cold Day in Hell - 1:13
2. Anthems of Apocalypse - 5:30
3. Legions - 3:26
4. The Day After - 4:30
5. One Body Too Many - 3:46
6. Brotherhood - 3:30
7. Full Chamber Roulette - 6:30
8. Pack of Wolves - 3:33
9. Tomorrow Is Not a Promise - 4:11
10. Dead on the Dance Floor - 7:10